# Rasprostranjenost u prirodi
Pojam rasprostranjenost u prirodi (RA) odnosi se na udio izotopa nekog hemijskog elementa u prirodi (na Zemlji). Relativna atomska masa (kao vagani prosjek, izražen u jedinicama molskog udjela) ovih izotopa u atomskoj težini, navedenoj za dati element u periodnom sistemu. Rasprostranjenost izotopa varira od planete do planete, čak i od jednog do drugog mjesta na Zemlji, mada ostaje relativno ista tokom vremena (ili kratkoročno). Kao primjer, uranijum ima tri prirodna izotopa: 238, 235 i 234U. Redom, njihove RA zastupljenosti su: 99,2739—99,2752%, 0,7198—0,7202% i 0,0050—0,0059%. Tako na primjer, ako bi se analiziralo 10 hiljada atoma uranijuma, očekivalo bi se pronaći 99.275 atoma izotopa 238U, oko 720 atoma 235U i vrlo malo (možda od 5 do 6) atoma 234U. Ovo je iz razloga što je izotop 238U daleko stabilniji od 235 i 234U, kao što to pokazuju i njihova vremena poluraspada: 4,468×109 godina za 238U u odnosu na 7,038×108 godina za 235U i 245.500 godina za 234U. Tačnije, pošto različitih izotopi uranijuma imaju različita vremena poluraspada, kada je Zemlja bila „mlađa”, sastav izotopa uranijuma takođe je bio drugačiji; primjera radi, prije 1,7 milijardi godina RA uranijuma-235 bila je 3,1% a danas je 0,7%, pa je to osnovni razlog pojavi prirodnih nuklearnih fisijskih reaktora, što se ne može desiti u današnje vrijeme. Ipak, prirodna rasprostranjenost datog izotopa takođe je pod uticajem vjerovatnoće njegovog nastanka putem nukleosinteze (kao što je to slučaj kod samarijuma; radioaktivni 147 i 148Sm su mnogo više rasprostranjeni od stabilnog 144Sm) kao i od proizvodnje datog izotopa kao proizvoda prirodnog radioaktivnog raspada drugih izotopa (u slučaju radiogeničkih izotopa olova).
Danas je iz studija Sunca i primitivnih meteorita poznato da je Sunčev sistem početno bio skoro homogen u aspektu izotopnog sastava. Devijacije od (evoluirajućeg) galaktičkog prosjeka, lokalno uzorkovanog približno u vrijeme kada je počela nuklearna fuzija u Suncu, može se općenito izračunati putem masenog frakcioniranja uz dodatak ograničenog broja nuklearnih raspada i transmutacijskih procesa. Takođe postoje dokazi za „ubrizgavanje” kratkoživućih (danas nepostojećih) izotopa iz bliske eksplozije supernove, koja je možda potakla kolaps Sunčeve maglice. Stoga su odstupanja od njihove prirodne rasprostranjenosti na Zemlji često mjerene u dijelovima na hiljadu (jedan promil) jer su manje od jednog postotka (%). Jedini izuzetak ovom leži u „predsolarnim zrncima” nađenim u primitivnim meteoritima. Oni su zaobišli homogeniziranje, te često nose nuklearni „potpis” specifičnih procesa nukleosinteze u kojima su njihovi elementi nastali. U ovim materijalima, odstupanja od „prirodne rasprostranjenosti” često se mjere u razmjeri od 100.

## Spoljašnje veze
- Alati za izračunavanje distribucije izotopa niske i visoke preciznosti Архивирано на веб-сајту  (26. август 2011)